# Доње Вратно (Виница)
Доње Вратно је насељено место у саставу општине Виница у Вараждинској жупанији, Хрватска. До територијалне реорганизације у Хрватској налазило се у саставу старе општине Вараждин.

## Историја
Новом територијалном организацијом у Хрватској, насеље Доње Вратно је подељено између општине Виница и општине Петријанец.

## Становништво
На попису становништва 2011. године, Доње Вратно је имало 289 становника. За попис 1991. године погледати под Доње Вратно.